# Tatort: Augenzeuge
Augenzeuge ist die 59. Folge der Fernsehreihe Tatort. Die vom Süddeutschen Rundfunk produzierte Folge wurde erstmals am 18. Januar 1976 im Ersten Programm der ARD ausgestrahlt. Für Kriminalhauptkommissar Eugen Lutz (Werner Schumacher) ist es sein sechster Fall. Es geht um einen tödlichen Tankstellenüberfall und ein geplantes Verbrechen, das auf Grundlage dieses Überfalls vorbereitet wird.

## Handlung
Der Weinhändler Jürgen Santner trifft sich im Wald mit seiner Geliebten Helga Mainusch. Danach wird er zufällig Zeuge eines tödlichen Raubüberfalls auf die örtliche Tankstelle. Er erkennt einen der Täter und steckt eine von dem Räuber zurückgelassene Maske ein, die er der danach von ihm verständigten Polizei nicht aushändigt. Vor Kriminalhauptkommissar Lutz gibt Santner nur eine vage Beschreibung der Täter ab, er kann sich angeblich an keine Einzelheiten erinnern, auch beim Besichtigen der Verdächtigenkartei gibt Santner vor, niemanden zu erkennen. Lutz erscheint Santners Aussage ziemlich fragwürdig, auf Grund der Nähe zu Tat und Täter müsste er doch mehr gesehen haben. 
Über seine Geschäftsbeziehungen schafft Santner es am nächsten Tag, den von ihm tatsächlich erkannten Täter ausfindig zu machen. Es handelt sich um den Ladeninhaber Edgar Petersen. Santner sucht ihn auf und konfrontiert ihn mit seiner Mitwisserschaft. 
Lutz und Wagner erfahren unterdessen bei einer erneuten Konsultation von Frau Santner von der Zerrüttung der Ehe. Santner schickt nun seine Geliebte zu Lutz, dem sie vermittelt, dass ihre gemeinsame Affäre der Grund für Santners Zurückhaltung gegenüber der Polizei sei. 
Santner geht in Petersens Laden und versucht, unter Vorhalten der Tarnmaske, von diesem einen teuren Farbfernseher abzupressen. Petersens Komplize Bruno Markwald schlägt Santner daraufhin nieder und nimmt die Maske an sich. Als Santner zu sich kommt, schlägt er den Gangstern einen großen Coup vor und wird daraufhin von den beiden freigelassen. Unterdessen finden Lutz und seine Kollegen das Fluchtauto vom Tankstellenüberfall und erfahren von ihrem Baden-Badener Kollegen Gerber, dass die Tatwaffe zuvor bereits bei einem Einbruch zum Einsatz kam. 
Santner verspricht seiner Freundin Helga, dass er bald seine Familie verlassen und mit ihr fortgehen werde. Der einsitzende Gangster Pauli gibt Lutz gegenüber unfreiwillig zu, dass er seine Tatwaffe nach dem Einbruch an einen gewissen Toni verkauft hatte. Unterdessen schmiedet Petersen einen Plan, wie er Santner nach dem Coup hereinlegen kann. Toni identifiziert Lutz und Wagner gegenüber Edgar Petersen als einen der Käufer der Waffe. Petersen und Markwald bereiten unterdessen mit Santner zusammen den Überfall vor. Lutz vernimmt Petersens ehemaligen Chef, dabei fällt ihm auf, dass dieser ein Geschäftsfreund von Santner ist. Lutz und Wagner fahren zu Frau Santner, diese gibt an, dass Santner sie und die Kinder heute Morgen für immer verlassen habe. Helga Mainusch erzählt später den Beamten, dass Santner mit ihr bald weg wolle, über die Details seiner Pläne weiß sie nichts. Lutz und Wagner geben die Fahndung nach Petersen und Santner heraus, während die beiden Gangster mit Markwald zusammen auf den Geldtransporter des Chefs von Santners Freundin Helga warten. 
Markwald fährt mit einem gestohlenen LKW vor dem Geldtransporter her und verliert an einer für die Gangster günstigen Stelle die Ladung, so dass der Geldtransporter stoppen muss. Santner und Markwald überfallen den Transporter, jedoch zieht einer der beiden Geldboten seine Waffe und erschießt Markwald, bevor er selbst getroffen wird. Santner kidnappt den anderen Geldboten mit dem Wagen und trifft sich anschließend mit Petersen. Nachdem dieser den Geldboten niedergeschlagen hat, entwaffnet Santner Petersen und zwingt diesen, das Geld aus dem LKW in den gemeinsamen Fluchtwagen umzuladen, anschließend flieht Santner alleine mit der Beute. Lutz wird über den Überfall informiert und erinnert sich sofort, dass Helga Mainusch bei der überfallenen Firma arbeitet, unterdessen sucht Santner Helga in Heidelberg auf, um mit ihr zusammen wegzufahren. Als er ihr von dem Überfall erzählt, macht sie ihm klar, dass sie nicht mit ihm kommen kann, da sie nicht mit dem geraubten Geld leben könne. Santner flieht daraufhin allein mit dem Geld. Vor Helgas Wohnung in Heidelberg, wird er aber von Petersen erschossen, der das Geld an sich nimmt, unmittelbar darauf allerdings von der eintreffenden Polizei überwältigt und festgenommen wird.

## Hintergrund
Der Film wurde in Heidelberg und Umgebung gedreht. 

## Einschaltquote
Bei der Erstausstrahlung konnte diese Folge Zuschauer in einem Marktanteil von 67 % binden.